# Central eléctrica del Navallar
La Central eléctrica del Navallar, situada en Colmenar Viejo (Comunidad de Madrid, España), fue inaugurada en 1900.
Fue la primera en suministrar energía hidroeléctrica a Madrid. Junto con la presa del Embalse de Santillana, la base para abastecer de energía eléctrica a Colmenar Viejo (se inaugura el alumbrado público en Colmenar el 7 de noviembre de 1901). Se abastece de un salto de agua de unos 100 metros alimentado por una tubería (inicialmente estaba formada por 4 tubos) de 8 km de longitud cuyo origen está en la presa del embalse de Santillana. El “Plan Integral de Aprovechamiento del Recurso Hidroeléctrico” del Canal de Isabel II se inició en 1989 con la modernización de esta central, que en la actualidad sigue prestando servicio.
Su inauguración en 1900 supuso el abandono de los molinos y batanes que se encontraban a lo largo del cauce del río Manzanares, ya que esta central posibilitó la instalación de molinos eléctricos que podían ser construidos lejos del río y más próximos a los núcleos de población.
- Datos: Q8343536